# Onkyo
Onkyo Home Entertainment Corporation, ранее Onkyo — японская компания, производитель потребительской электроники, специализирующаяся на выпуске и продаже аудиотехники (громкоговорителей, усилителей звука, радиоприёмников) и систем домашних кинотеатров (DVD- и BD-проигрывателей, ресиверов, систем многоканального звука). 
Продукция выпускается под марками Onkyo и Integra.  
Глава компании по состоянию на 2016 год — Мунэнори Оцуки (Munenori Otsuki), президент, CEO.

## История
Основана в 1946 году в Осаке.

1946 — компания основана под именем Osaka Denki Onkyo Co, но через год сменила название на Osaka Acoustic Co., Ltd.
1961 — открытие фабрики в префектуре Осака
1969 — открытие еще одной фабрики в префектуре Осака
В 60-е — 80-е годы выпускала также проигрыватели грампластинок, кассетные магнитофоны.
1971 — сменила название на Onkyo Co., Ltd.
В 70-е годы компания начинает развитие на зарубежных рынках (1972 — открытие европейского представительства в ФРГ, через три года — открытие представительства в США). 
В 1979 — Onkyo открывает завод в США. 
В следующих десятилетиях развитие происходит на азиатских рынках  (1980 — открытие подразделения в префектуре Миэ, 1986 — открытие подразделения в префектуре Тоттори, 1989 — открытие производства в Малайзии, 2000 — открытие производства в Китае) 
1994 — производство первого в мире потребительского усилителя стандарта THX
1998 — выход на рынок аренды недвижимости в связи с освободившимся производственными площадями в Японии.
2005 — запуск онлайн-сервиса по продаже музыки в формате Hi-Res Audio.
2006 — производство компьютеров на платформе Intel Viiv (Интел Вайв, представлена на CES в начале января 2006 года).
2008 — поглощение компании Sotec
2012 — альянс с американской Gibson Brands (Onkyo USA продана компании Gibson Guitars), которая становится вторым по размеру держателем акций холдинга.
2012 — альянс с компанией TEAC
2015 — производство наушников и портативного аудио под брендом Onkyo на мощностях Gibson Innovations, для реализации за пределами Японии (на рынке Японии Onkyo продолжает самостоятельно продавать всю свою продукцию, включая традиционные стереокомпоненты и аппаратуру для домашнего кинотеатра, которые в остальной части света также будут распространяться через традиционные каналы Onkyo).
2015 — поглощение подразделения компании Pioneer, занимавшейся потребительской электроникой.
2017 — выпуск первого в мире музыкального смартфона с двумя усилителями Onkyo Granbeat.

### Кризис развития
Падение доходов Onkyo началось в 2013 году.
После банкротства Gibson Innovations[когда?] компания испытывала большие трудности и в 2019 году было заключено предварительное соглашение с Sound United о передаче последней всего направления потребительского аудио, однако спустя пять месяцев сделка сорвалась по причине «несоответствия требованиям».  
Права на марку Onkyo в сфере потребительской электроники за пределами Японии были проданы китайской компании TCL. 
В 2019 и 2020 годах отмечался спад продаж компании в секторе потребительской электроники. 
В 2020 году из-за пандемии начались перебои с поставками, пришлось закрыть несколько производств. Компания заявила о финансовой несостоятельности, опубликовала план реструктуризации и выхода из кризиса. 
Фискальный 2020 год Onkyo завершила с доходом в 200,4 млн долларов США, что на 49,3 % меньше, чем в 2019 году.
Эксклюзивным дистрибьютором в США брендов ONKYO, Pioneer (от Onkyo & Pioneer Corporation), Integra, Pioneer Elite  становится 11 Trading Company LLC (сеть дистрибуции в США, подразделение Premium Audio Company LLC, которая является частью корпорации Voxx International).
Однако уже в августе 2020 Onkyo расторгла соглашение, по причине закрытия компании Onkyo USA Corporation (компания существовала в США на протяжении 45 лет, и этот рынок был для Onkyo крупнейшим). 
Компания решила изменить ситуацию, начав реструктуризацию, проводя различные операции с акциями на бирже, снижая стоимость затрат и фокусируясь на AV-части своего бизнеса (именно она, по мнению компании, должна была стать опорой новой Onkyo).
В результате реорганизации, группа компаний Onkyo преобразована в Onkyo Home Entertainment Co., Ltd. (потребительская электроника собственной разработки на японском рынке, игровые устройства, медицинское оборудование) и две дочерние фирмы: Onkyo Sound Co., Ltd (OEM производство) и Onkyo Co., Ltd (коллаборации, онлайн-сервисы, наушники по индивидуальным заказам). Количество сотрудников к 2021 году сократилось до 1130 человек.
Финансовые проблемы Onkyo привели к тому, что Токийская биржа установила для Onkyo срок до 31 марта (когда в Японии завершается фискальный год) 2021 — за прошедший фискальный год от компании требовалось разобраться с финансами и избавиться от некредитоспособности, иначе её акции перестанут торговаться на бирже. 
Одним из шагов к спасению стал договор с фондом прямых инвестиций EVO Fund; договор исполнялся, Onkyo выплачивала долги, но совершенно внезапно после 10-й транзакции EVO Fund расторг сделку.
В итоге, 2021 год Onkyo завершила с чистым убытком в 54,4 млн долларов.

## Награды
Onkyo TX-NR696 — CNET editors choice 2019